# Synergie
Synergie (Grieks synergia, samenwerking) is de meeropbrengst die ontstaat bij het samengaan van delen ten opzichte van de som van die delen. 

## Omschrijving
Het woord wordt gebruikt voor een situatie waarin het effect van een samenwerking groter is dan elk van de samenwerkende partijen afzonderlijk zou kunnen bereiken. Het afgeleide woord synergisme heeft een wat meer algemene betekenis en betreft de samenwerking van instanties of personen of een verhoogde werking van gebruikte middelen. Waar synergie meer het positieve effect beschrijft, is synergisme een neutraler begrip. Overigens maken niet alle woordenboeken onderscheid tussen synergie en synergisme: Verschueren (1996) kent beide woorden gelijke betekenis toe. 
Economisch: synergie is je middelen efficiënter inzetten waardoor je kosten bespaart. Dit kan bijvoorbeeld ontstaan bij fusie, joint venture en overname.

## Deelgebieden
- in menselijke sociale processen wordt het gedrag en het denken van mensen in een groep geacht anders te zijn dan dat van de afzonderlijke leden (meerwaarde door de groep). Ook hier geldt "het geheel is meer dan de som van de delen". Soms wordt het woord als een buzzwoord beschouwd in het bedrijfsleven.
- in de farmacie worden bepaalde geneesmiddelen geacht een specifieke werking te hebben, omwille van de synergie van de componenten. Voor antimicrobiële middelen (waaronder antibiotica) geldt dat de antimicrobiële werking van twee synergistische middelen groter is dan de som van beide afzonderlijk. Dit wordt toegepast in combinatiepreparaten van twee antimicrobiële componenten zoals co-trimoxazol (trimethoprim en sulfamethoxazol) of augmentin, een combinatiepreparaat van amoxicilline en clavulaanzuur.